# 阿木村
阿木村（あぎむら）は、かつて岐阜県恵那郡に存在した村。
村域は現在の岐阜県中津川市の南部で、阿木、飯沼および川上の一部に相当する。村紋は笹竜胆。

## 大字・小字
- 大字:阿木（あぎ）
- 小字:

中津川市阿木の小字

- 青木（あおき）、青野上（あおのうえ）、青野下（あおのした）、赤坂（あかさか）、阿曽田（あそだ）、アゼミゾ、足ケ口（あしがぐち）、足ケ洞（あしがぼら）
- 池田（いけだ）、池田山（いけだやま）、池ノ田（いけのた）、石田（いしだ）、石畑（いしばた）、石ノ田（いしのた）、一ノ沢（いちのさわ）、一丁田（いつちようだ）、井デン、井戸上（いどうえ）、稲神（いながみ）、稲木（いなぎ）、井ノ上（いのうえ）、井ノ口（いのぐち）、井ノ下（いのした）、岩倉（いわくら）
- 上田（うえだ）、右ヱ門平（うえもんだいら）、浮沼（うきぬま）、氏神（うじがみ）、牛鼻（うしはな）、打杭（うちぐい）、宇登洞（うとぼら）、裏田（うらだ）
- 円田（えんだ）
- 御馬臥（おうまがけ）、大岩（おおいわ）、大岩畑（おおいわばたけ）、大上（おおがうえ）、大グテ、大平（おおだいら）、大根木（おおねぎ）、大林（おおばやし）、大洞（おおぼら）、大谷（おおや）、大柳（おおやなぎ）、大柳原（おおやなぎわら）、岡刎（おかばね）、奥ノ平（おくのたいら）、奥洞（おくぼら）、押沢（おしさわ）、押ノ沢（おしのさわ）、押柴（おしば）、押柴ケ峰（おしばがみね）、落（おち）
- 川上（かおれ）、欠畑（かけばた）、駕台（かごだ）、笠松（かさまつ）、笠谷（かさや）、柏本（かしわもと）、假治島（かじやしま）、兼ノ段（かねのだん）、加狭（かばさみ）、鎌井（かまい）、上阿曽田（かみあそだ）、上川原（かみがわら）、上清水（かみしみず）、上高松（かみたかまつ）、神ノ木（かみのき）、上細田（かみほそだ）、上牧野（かみまきの）、上山ノ田（かみやまのた）、亀石（かめいし）、加免割（かめわり）、川入（かわいり）、河畔（かわぐろ）、川向（かわむかい）、河原（かわら）
- ギショ洞（ぎしよぼら）、北谷（きただに）、北又（きたまた）、北山（きたやま）、木戸ケ入（きどがいり）、木ノ下（きのした）、木実（きのみ）、狐ゴウロ（きつねごうろ）、休庵屋敷（きゆうあんやしき）
- 草刈場（くさかりば）、久須田（くすだ）、具手（ぐて）、熊ケ洞（くまがぼら）、倉井本（くらいもと）、黒柿（くろがき）、黒田中（くろたなか）、桑ノ木田（くわのきた）
- ゴウロ、越沢口（こえざわぐち）、小皿田（こざらた）、子造田（こずくりた）、小屋場（こやば）、五輪（ごりん）、午房ヶ洞（ごぼうがぼら）
- 塞神（さいのかみ）、坂下（さかした）、左大坊（さだいほう）、猿ケ腰（さるがごし）、真木（さなぎ）、真原（さなわら）、沢外戸（さわがいど）、沢山（さわのやま）、椹木洞（さわらぎぼら）、三反田（さんたんだ）、三斗蒔（さんとまき）
- 信濃柿（しなのがき）、清水落（しみずおち）、下阿曽田（しもあそだ）、下大根木（しもおおねぎ）、下川原（しもがわら）、下清水（しもしみず）、下畑（しもはた）、下羽根（しもばね）、下屋敷（しもやしき）、寺領（じりよう）、條ケ坂（じようがさか）
- 杉本（すぎもと）、助道（すけみち）、酢梨平（すなしだいら）、砂田（すなだ）、スハデン
- 清休坊（せいきゆうぼう）
- 大門前（だいもんまえ）、高木（たかぎ）、高嶋（たかしま）、高松（たかまつ）、竹ケ洞（たけがぼら）、竹ノ下（たけのした）、竹ノ腰（たけのこし）、田中（たなか）
- 血洗（ちあらい）、丁子ケ平（ちようじがだいら）
- 月柿（つきがき）、蔦ケ洞（つたがぼら）、土戸（つちど）、坪ケ尻（つぼがじり）、壺ケ尻（つぼがじり）
- 寺島（てらじま）、天神平（てんじんびら）、伝太平（でんだびら）
- ドウ木沢（どうぎざわ）、土岐ケ峯（ときがみね）、土田（どた）、渡場（どば）
- 中柴（なかしば）、中島（なかしま）、長田（ながた）、中根（なかね）、中ノ平（なかのたいら）、長洞（ながぼら）、流（ながれ）、梨沢（なしざわ）、梨洞（なしぼら）、七ツ田（ななつた）
- 西ケ洞（にしがぼら）
- 沼ノ田（ぬまのた）、沼田原（ぬまのたわら）
- 子ギ田（ねぎた）、根土坂（ねつちざか）
- 野内（のうち）、野田（のだ）
- 橋場（はしば）、畑田（はただ）、八屋砥（はちやど）、羽根（はね）、林畔（はやしぐろ）、針田（はりだ）、馬籠（ばろう）、
- 冷田（ひえだ）、稗畑（ひえばた）、日帰（ひがえり）、彦田（ひこた）、聖坊主（ひじりぼうず）、ヒヤケ、平岩（ひらいわ）、平屋敷（ひらやしき）、広岡（ひろおか）
- 深田（ふかだ）、福平（ふくだいら）、藤上（ふじあげ）、不動（ふどう）、古屋敷（ふるやしき）
- 細田（ほそだ）、細野（ほその）、堀田（ほつた）、布袋野（ほていの）、堀野（ほりの）、母衣ノ田（ほろがた）、洞田（ほらだ）、本庄（ほんじよう）
- 前沢（まえさわ）、前田（まえだ）、間ケ瀬（まがせ）、槙平（まきだいら）、牧野（まきの）、槇野東平（まきのひがしびら）、政屋敷（まさやしき）、松ケ洞（まつがぼら）、松葉田（まつばた）、松本（まつもと）、松山（まつやま）、丸山（まるやま）、丸山上（まるやまうえ）、丸山下（まるやました）、マンジ
- 見沢（みざわ）、水洞（みずぼら）、三ツ田（みつだ）、南青木（みなみあおき）、南上田（みなみうえだ）、南外戸（みなみがいど）、宮田（みやた）、深山口（みやまぐち）、宮ノ腰（みやのこし）、宮ノ外（みやのそと）、宮ノ前（みやのまえ）
- 向清水（むかいしみず）、向田（むかいだ）、向山（むかいやま）
- モロヤ（もろや）
- 八鍬田（やくわだ）、柳ケ洞（やながぼら）、山畔（やまぐろ）、山下（やました）、山ノ田（やまのた）
- 与左田（よさだ）、四重洞（よえぼら）、四ッ辻（よつつし）
- 竜泉寺（りゆうせんじ）、両伝寺（りようでんじ）
- 六地蔵（ろくじぞう）
- ワク井
- 【過去に存在した小字】下牧野

- 大字:飯沼（いいぬま）
- 小字:
- 明戸（あけど）
- 市之坪（いちのつぼ）、井戸洞（いどぼら）、岩田（いわた）
- 上外戸（うえがいど）、上ケ平（うえがだいら）
- 大平（おおだいら）、大野明戸（おおのあけど）、大野池田（おおのいけだ）、大野井ノ口（おおのいのくち）、大野落（おおのおち）、大野木戸（おおのきど）、大野ゴウロ（おおのごうろ）、大野萩原（おおのはぎわら）、大野前田（おおのまえだ）、大野前畑（おおのまえばた）、大野宮ノ腰（おおのみやのこし）、大野宮ノ前（おおのみやのまえ）、大野向田（おおのむかいだ）、大日向（おおびよも）、大洞（おおぼら）、荻原（おぎわら）
- 上樋角（かみといずみ）、外戸尻（がいどじり）
- 木戸（きど）
- 鞍坪（くらつぼ）、繰屋元（くりやもと）
- 五反田（こたんだ）、小日向（こひよも）、五郎屋敷（ごろうやしき）
- 笹刈（ささがり）、桟敷平（さじきだいら）、三郎四（さぶろうし）、猿子塚（さるこづか）
- 下沢（しもさわ）、下樋角（しもといずみ）、新田（しんでん）
- 千羽鳥屋（せんばどや）
- 高根（たかね）、竹之下（たけのした）、竪坂（たてざか）
- 智嫌（ちげん）
- 中尾（なかお）、梨坪（なしつぼ）
- 西山（にしやま）
- 沼ノ田（ぬまのた）
- 八升蒔（はつしようまき）
- 桧ケ根（ひのきね）、広田（ひろた）
- 深沢（ふかさわ）
- 前田（まえだ）、馬加瀬（まがせ）、松ケ洞（まつがぼら）、丸山（まるやま）
- 峰田（みねた）、宮沢（みやざわ）、宮ノ根（みやのね）、明ケ田（みようがだ）
- 向ハザバ
- 矢筈（やはず）、山之神（やまのかみ）、山ノ田（やまのた）、山ノ平（やまのたいら）
- 湯屋田（ゆやだ）
- 葭原（よしはら）
- 六斗蒔（ろくとまき）
- 脇田（わきだ）

## 歴史
- 奈良時代、この地域は恵奈郡安岐郷[1]であった。
- 暦応元年（1338年）峰翁祖一が、大野に吉祥山 大禅寺(臨済宗)を開創。
- 1501年頃（文亀年間）補陀山 龍泉寺(天台宗)が開創。
- 1574年 (天正2年)　阿木城、龍泉寺、大禅寺が	武田勝頼の軍勢により焼討され滅亡。
- 1601年（慶長6年） - 岩村藩領となる。阿木の枝村として、広岡新田、福岡新田、青野、両伝寺,飯沼の枝村として大野があった。
- 1889年（明治22年）7月1日 - 町村制により阿木村が村制施行。
- 1897年（明治30年）4月1日 - 飯沼村が阿木村に編入される。
- 1957年（昭和32年）11月1日 - 中津川市に編入される。

## 交通機関
- 国鉄明知線（現・明知鉄道線）
  - 阿木駅[2]
- 国鉄バス
  - 恵那線

## 教育

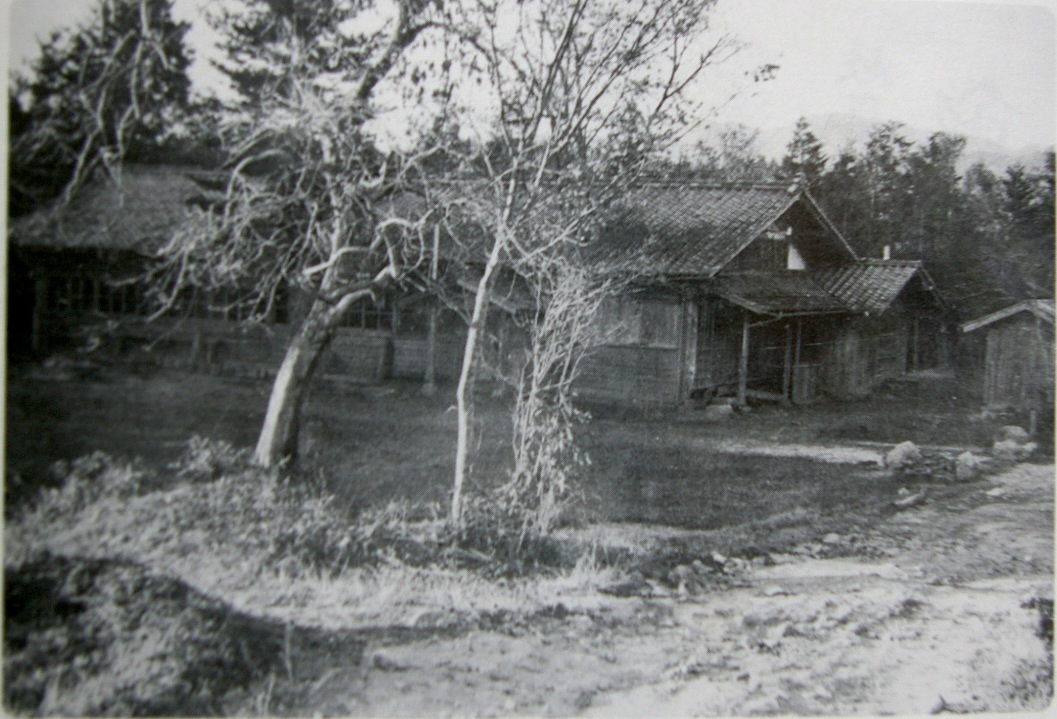
昭和初期の広岡分教場（1947年廃止）

- 阿木村立阿木小学校（現・中津川市立阿木小学校）
- 阿木村立阿木中学校（現・中津川市立阿木中学校）
- 阿木村立阿木高等学校（現・中津川市立阿木高等学校）

## 神社・仏閣
- 八幡神社 - 字大門前に鎮座
- 血洗神社 かつて血洗池があり、広く深い霊池であったが、宝永元年の豪雨で山岳崩壊して埋まったという。
- 風神神社
- 塞之神神社
- 賀雲山萬嶽寺
- 大通山長楽寺

## 著名出身者
- 可知貫一